# Cộng hòa Slowjamastan
Slowjamastan, hay Cộng hòa Slowjamastan (tiếng Anh: Republic of Slowjamastan), tên chính thức là Lãnh thổ thống nhất của quốc gia có chủ quyền Cộng hòa Slowjamastan (tiếng Anh: United Territories of the Sovereign Nation of The People's Republic of Slowjamastan), là một vi quốc gia ở quận Imperial, Nam California, Hoa Kỳ.

## Vị trí
Cộng hòa Slowjamastan nằm trên một khu đất trống rộng 45.000 mét vuông trên sa mạc ở quận Imperial, Nam California, dọc theo quốc lộ California 78, nằm giữa Ocotillo Wells ở San Diego và Westmorland, cách khoảng 23 kilômét về phía tây nam của Biển Salton và khoảng 161 kilômét từ San Diego. Mặc dù Slowjamastan không có công trình kiến trúc nào, nhưng nằm trên khu đất là một biển báo biên giới lớn cạnh đường cao tốc, một chốt kiểm soát biên giới và một cái bàn đóng vai trò là văn phòng của Randy Williams - sultan của vi quốc gia này. Hiện tại đang có kế hoạch mở rộng lãnh thổ.

## Lịch sử
Slowjamastan được tuyên bố độc lập vào ngày 1 tháng 12 năm 2021 bởi DJ Randy Williams, còn được biết đến với nghệ danh R Dub!. Ông đã đến thăm tất cả các quốc gia thành viên của Liên Hợp Quốc (hiện  bao gồm 193 quốc gia có chủ quyền) với quốc gia cuối cùng là Turkmenistan, ông cũng đã đến thăm Cộng hòa Molossia - một vi quốc gia nằm ở Dayton, Nevada - vào tháng 8 năm 2021, và bản thân ông mong muốn được đến thăm quốc gia thứ 194, tất cả điều đó là nguồn cảm hứng để thành lập một vi quốc gia của riêng ông. Khi Williams trở về nơi cư trú của mình ở San Diego, ông ngay lập tức bắt tay vào thực hiện các kế hoạch cho vi quốc gia của riêng mình. Vào tháng 10 năm 2021, ông mua một khu đất rộng khoảng 45.000 mét vuông với giá 19.000 USD.
Các kế hoạch được Williams chuẩn bị tiến hành thực hiện để xây dựng các điểm thu hút khách du lịch ở Slowjamastan bao gồm một sân chơi bowling, trang trại tê tê tương tác, cửa hàng xúc xích, nhà hàng và một dòng sông lười, đang chờ thiết lập hệ thống nước hoạt động trong sa mạc. Williams dựa trên tính hợp pháp của Slojamastan dựa trên việc đáp ứng các tiêu chí của Công ước Montevideo. Khi tuyên bố độc lập, Williams đã gửi bưu thiếp cho người dân và doanh nghiệp gần đó. Trong khi các chủ doanh nghiệp địa phương tuyên bố ý tưởng về Slowjamastan là kỳ quái và lập dị, họ sẵn sàng đón nhận dự án vì có thể thu hút khách du lịch và tăng sự chú ý đến khu vực.

## Quản trị và quyền công dân
Slowjamastan là một chế độ độc tài và "dân chủ không thường xuyên" vì Williams - sultan của vi quốc gia này - cho phép người dân đóng góp ý kiến. Slowjamastan cũng có quốc hội. Luật của Slowjamastan dựa trên "những phiền toái hàng ngày" mà Williams đã trải qua khi lớn lên ở Hoa Kỳ. Một số lệnh cấm bao gồm đi dép crocs, rap lầm bầm, gác chân lên bảng đồng hồ và ăn phô mai sợi bằng cách cắn trực tiếp vào nó. Mọi người có thể nộp đơn xin nhập quốc tịch và các đăng ký vào các vị trí nội các thông qua trang web quốc gia của Slowjamastan. Tính đến tháng 6 năm 2023, số lượng công dân ở vi quốc gia này là hơn 500 người, với 4.500 hồ sơ tồn đọng đã được phê duyệt. Con số này tăng từ 99 hồ sơ vào tháng 2 năm 2022. Slowjamastan còn cũng cấp hộ chiếu có những câu nói nổi tiếng được trích dẫn từ các nghệ sĩ hip hop.